# Crittenden megye (Arkansas)
Crittenden megye az Amerikai Egyesült Államokban, azon belül Arkansas államban található. Megyeszékhelye Marion, legnagyobb városa West Memphis. Lakosainak száma 48 163 fő (2020. április 1.). Crittenden megye Mississippi, Tunica, Tipton, Shelby, DeSoto, Lee, Saint Francis, Cross és Poinsett megyékkel határos.

## Népesség
A megye népességének változása:
| Lakosok száma | 50 952 | 50 518 | 50 088 | 49 746 | 48 963 | 48 163 |
|               | 2010   | 2011   | 2012   | 2013   | 2015   | 2020   |